# Groep Van Haga
De Groep Van Haga was van 13 mei 2021 tot en met 5 december 2023 een fractie in de Nederlandse Tweede Kamer. Zij ontstond als een afsplitsing van de fractie van Forum voor Democratie.
Omstreeks 5 mei 2021 ontstond er ophef over de vergelijking die FVD op een poster trok tussen de door de overheid opgelegde coronamaatregelen en de bezetting van Nederland in de Tweede Wereldoorlog. Onder meer vanwege deze poster en het vermeende provocerende gedrag van Thierry Baudet in de Tweede Kamer verlieten kort daarna Olaf Ephraim, Wybren van Haga en Hans Smolders de FVD-fractie en verenigden zich in een nieuwe fractie.
De fractie, met drie zetels in de Tweede Kamer, koos Van Haga als fractievoorzitter, waardoor deze naar hem vernoemd werd als Groep Van Haga. Eerder was er ook een fractie Lid-Van Haga, tussen 24 september 2019 en 30 november 2020, toen Van Haga uit de VVD-fractie werd gezet en hij verder ging als eenmansfractie.
Op 2 juli 2021 maakte Van Haga bekend de partij Belang van Nederland (BVNL) te hebben opgericht. De leden van de Groep Van Haga zijn allen lid van de partij.
Op 2 augustus 2023 verliet Ephraim de fractie, wegens een conflict over zijn plaats op de BVNL-lijst voor de Tweede Kamerverkiezingen op 22 november dat jaar. De fractie was vertegenwoordigd tot en met 5 december 2023, de laatste keer dat de Tweede Kamer van voor deze verkiezingen bijeenkwam.